# À des millions de kilomètres de la Terre
Pour plus de détails, voir Fiche technique et Distribution.
À des millions de kilomètres de la Terre (20 Million Miles to Earth) est un film américain de science-fiction réalisé par Nathan Juran, sorti en 1957.

## Synopsis
Une énorme fusée tombe dans la mer à proximité d'une flottille de pêche du village sicilien de Gerra. Des pêcheurs téméraires, Verrico et Mondello, secondés par le gamin Pepe, réussissent à sauver deux de ses occupants avant qu'elle ne soit engloutie par les flots. Les survivants, le colonel Calder et le docteur Sharman, s'avèrent être des membres d'une expédition américaine de retour de Vénus, leur engin ayant dévié de sa trajectoire.
Après le transport des blessés dans un hôpital de fortune, Pepe trouve sur le rivage un cylindre en verre identifié « Armée de l'air – Projet 5 » et en extirpe une sorte de cocon, gélatineux. Il va immédiatement le vendre comme une curiosité de la mer au docteur Leonardo, un zoologiste qui travaille non loin de là dans son laboratoire ambulant en compagnie de sa petite fille Marisa, médecin en devenir. Cette dernière est appelée en renfort au chevet des blessés et Calder recueille les notes de Sharman avant que celui-ci expire : ils ont rapporté un spécimen animal de leur expédition.
Avec l'aide de la délégation militaire américaine arrivée à la rescousse et des autorités italiennes, Calder, remis sur pied, part à la recherche du cylindre. Pendant ce temps, dans la caravane des Leonardo, le cocon libère une créature miniature. En la découvrant, les Leonardo pensent d'abord qu'il s'agit d'une espèce marine inconnue et prennent aussitôt la route pour l'apporter au Jardin zoologique de Rome. Entre-temps, Pepe révèle à Calder qu'il a vendu le spécimen à Leonardo. Calder et ses troupes se lancent à la poursuite des Leonardo au moment où ceux-ci découvrent avec stupéfaction que la créature grandit rapidement. Elle devient monstrueuse et, dans sa fuite, tue un paysan qui l'agressait. Il n'en faut pas plus à la police italienne pour vouloir l'éliminer tandis que Calder veut la récupérer vivante.
Le monstre est finalement capturé et anesthésié grâce à une puissante décharge électrique. Il est transporté à Rome pour être étudié au Jardin zoologique et, bien qu'inconscient, n'en continue pas moins de grandir. À cause d'un incident technique, les scientifiques perdent le contrôle de la créature qui s'échappe et finit par se réfugier en haut du Colisée. Le monstre extraterrestre périra sous les assauts de l'armée.

## Fiche technique
- Titre original : 20 Million Miles to Earth
- Titre : À des millions de kilomètres de la Terre (titre francophone alternatif : 30 millions de kilomètres de la Terre)
- en Belgique : Les rescapés de la planète Vénus
- Réalisation : Nathan Juran
- Scénario : Christopher Knopf et Robert Creighton Williams, d'après une histoire de Charlotte Knight
- Direction artistique : Cary Odell
- Décors : Robert Priestley
- Photographie : Irving Lippman et Carlo Ventimiglia
- Son : Lambert Day
- Effets spéciaux : Dynamation par Ray Harryhausen
- Montage : Edwin H. Bryant
- Musique : Mischa Bakaleinikoff
- Producteur : Charles H. Schneer
- Société de production : Morningside Productions (États-Unis)
- Sociétés de distribution : Columbia Pictures (Allemagne, États-Unis, Pays-Bas, Royaume-Uni), Sony Pictures Television (France)
- Pays d'origine :  États-Unis
- Langue originale : anglais
- Format : 35 mm — noir et blanc — 1,85:1 — monophonique (Westrex Recording System)
- Genre : science-fiction
- Durée : 79 minutes
- Dates de sortie :
  - États-Unis : juin 1957
  - France : 23 octobre 1957
- (fr) Classification CNC : tous publics (visa d'exploitation no 19851 délivré le 9 octobre 1957)

## Distribution

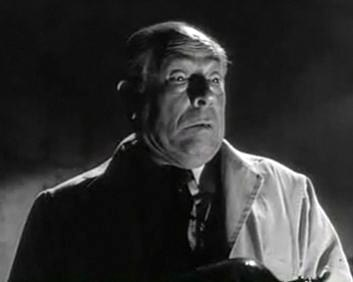
Frank Puglia dans le rôle du docteur Leonardo

- William Hopper : le colonel Robert Calder
- Joan Taylor : Marisa Leonardo
- Frank Puglia : le docteur Leonardo
- John Zaremba : le docteur Judson Uhl
- Thomas Browne Henry : le général McIntosh
- Tito Vuolo : Charra, le commissaire de police
- Jan Arvan : Contino, un officiel du gouvernement
- Arthur Space : le docteur Sharman, scientifique en chef du XY21
- Bart Braverman : Pepe
- George Khoury (non crédité) : Verrico
- Don Orlando (non crédité) : Mondello
- Ray Harryhausen (non crédité) : un homme du zoo

## Tournage
- Périodes de prises de vue : septembre 1956 en Italie et du 30 octobre au 9 novembre 1956 aux États-Unis[2].
- Extérieurs : 
  - États-Unis : scènes maritimes à l'Hyperion sewage treatment plant (en), Iverson Movie Ranch (Los Angeles, Californie)[2] ;
  - Italie : Rome, Sperlonga[2],[3].

## Thèmes et contexte
Le noir et blanc et les têtes d'affiche peu connues inciteraient a priori à cataloguer ce film dans les séries B ou Z des années 1950, mais, en plus de son préambule sur l'infini, les ingénieux trucages de Ray Harryhausen lui confèrent le charme et la magie de la fantasy, que ce soit avec les scènes autour de la gigantesque fusée ou « Ymir »,, le monstre vénusien, déambulant près de l'Etna entre les sources de soufre, élément dont il se nourrit. Ymir, selon le nom tiré de la  mythologie nordique que lui donne Ray Harryhausen, est le prototype de ses futures créatures plus abouties : Talos dans Jason et les Argonautes (1963) ou Méduse dans Le Choc des Titans (1981). Les scènes les plus spectaculaires de cette production américaine fortement estampillée « Fifties Comics » sont sans doute celles, dans Rome, du combat titanesque entre le monstre et l'éléphant ainsi que la destruction du pont Saint-Ange et des vestiges antiques par un Ymir déchaîné, rappelant sa parenté avec King Kong et Godzilla.